# Vaso de rocas

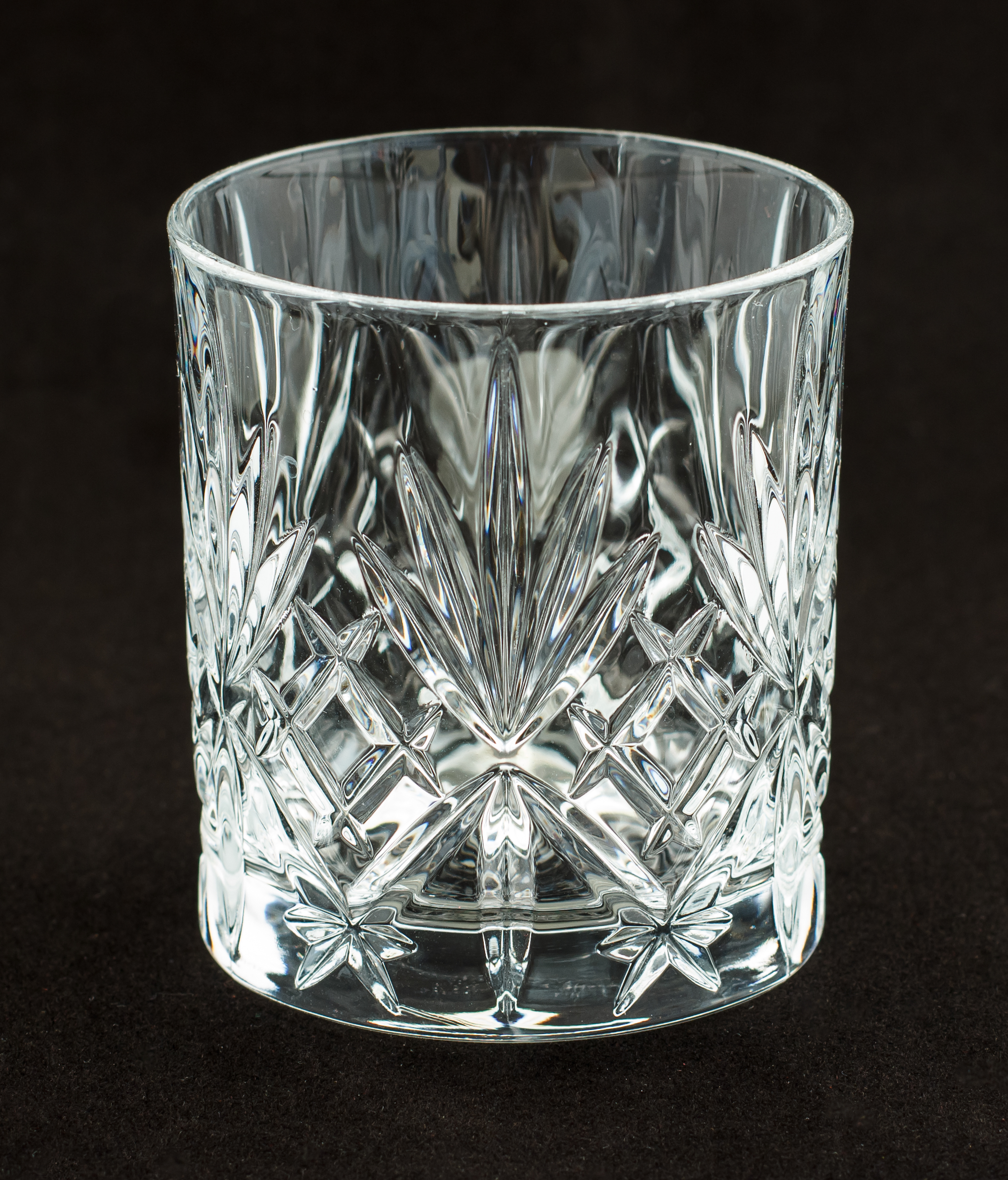
Un vaso Old Fashioned tradicional para servir licores

El vaso de rocas, también conocido por sus nombres en inglés vaso Old Fashioned ('a la antigua') o vaso lowball, es un vaso corto utilizado para servir bebidas espirituosas, como whisky, puro o con cubitos de hielo ("en las rocas"). También se usa normalmente para servir ciertos cócteles, como el Old Fashioned, del que recibe su nombre. 
Los vasos Old Fashioned suelen tener un borde ancho y una base gruesa, por lo que los ingredientes no líquidos de un cóctel se pueden machacar con un mezclador antes de agregar los ingredientes líquidos principales. Generalmente tienen una capacidad de 180–300 ml (6–10 US fl. oz). Un vaso doble Old Fashioned (a veces referido por los minoristas como vaso DOF) contiene 350–470 ml (12–16 US fl. oz).